# Devil May Cry 4
Devil May Cry 4 — відеогра жанру hack and slash із серії Devil May Cry, японської фірми Capcom. Початково випущена для платформ PlayStation 3, Xbox 360 в січні-лютому 2008 року та для ПК під керуванням Windows у липні. В лютому 2011 гру було портовано на iOS і Android. У червні 2015 року відбувся вихід доповненого видання для PlayStation 4, Xbox One і Windows.
За сюжетом Данте отримує чергове завдання, для виконання якого вирушає на острів Фортуна, де існує братство, що поклоняється його батькові Спарді. На подив усіх, він вбиває набожного главу братства, після чого починається навала демонів. Одним з членів братства є молодий і зухвалий Неро, який ставить собі за ціль захистити кохану Кіріє та відшукати й покарати Данте, якого вважає лиходієм.

## Ігровий процес

Неро в бою з демонами

Ігровим процесом Devil May Cry 4 схожа до попередніх ігор серії, переймаючи від них традиційні елементи. Гравець керує персонажем, що має боротися з чудовиськами холодною, і меншою мірою стрілецькою, зброєю задля просування сюжетом. Дорогою він вирішує головоломки і вдосконалює свої можливості.
Протагоніст володіє запасом здоров'я, вичерпавши який від поранень, гине, а гра тоді відновлюється з останньої точки збереження. При боях заповнюється шкала Демонічної сутності  — стану персонажа, за якого він отримує повільну, але стабільну, регенерацію здоров'я, а також збільшує завдавані ворогам ушкодження. Демонічна сутність активується за допомогою відповідної кнопки, якщо хоча б одна поділка шкали заповнена, або автоматично під час бою, коли персонаж присмерті.
З переможених ворогів традиційно для серії Devil May Cry випадають магічні сфери різних кольорів. Червоні сфери слугують валютою, за яку у Статуях божества купуються вдосконалення і корисні предмети. Зелені поповнюють запас здоров'я. Білі — запас Демонічної сутності. Синя сфера збільшує максимальний запас здоров'я, а фіолетова — Демонічної сутності. Особливо рідкісна Золота сфера дозволяє відродитися після загибелі на тому ж місці.
Впродовж гри можливо знайти чи купити корисні магічні предмети, що складаються в інвентар. Життєві та диявольскі зірки відповідно поповнюють запас здоров'я і Демонічної сутності, але на відміну від сфер, за вибором гравця. Свята вода завдає тяжких ушкоджень усіх ворогам навколо.
Особливістю цієї частини стала наявність двох однаково важливих персонажів: Данте і Неро. Гравець спочатку проходить половину гри за Неро, потім дещо менший відрізок за Данте і врешті знову за Неро.
Новий персонаж, Неро, володіє демонічною рукою, яка дозволяє зачіплятися, як альпіністським гаком, за спеціальні магічні точки. З часом її використання можливо розширити для притягування до себе ворогів. В боях при її вправному використанні є можливість вихопити у ворогів зброю. Його меч «Червона королева» може розжарюватися, завдаючи сильніших ушкоджень. Неро володіє пістолетом «Синя троянда», що завдає слабких поранень, але сповільнює ворогів. На відміну від Данте, Неро не має притаманних йому стилів боротьби, проте самому Данте доступні чотири, доступних для зміни в будь-який час. Збираючи предмети, звані «Гордими душами», він посилює прийоми кожного стилю і здобуває нові.
Як і попередні ігри серії, Devil May Cry 4 має систему оцінок атак. Виконання видовищних і руйнівних атак оцінюється з найнижчого рівня D і через рівні C, B, A до найвищого SSS. Кожна місія після проходження отримує оцінку, засновану на діях гравця. Підсумкова оцінка місії базується на використанні допоміжних предметів, зібраних червоних сферах (англ. Red Orbs), затраченому часі та кількості зібраних очок стилю. «Стильний» бій — це концепція гри, що базується на безперервному виконанні комбінацій ударів на високі оцінки, їхній різноманітності та ухилянні від ворожих атак.

## Персонажі

### Головні герої
Неро (англ. Nero) — основний протагоніст четвертої частини гри і один з головних героїв. Молодий та зухвалий, він демонстративно показує свою зневагу до уставів братства. Разом з тим він входить до числа Святих Лицарів (англ. Holy Knights) і має там авторитет. Закоханий в сестру високопоставленого лицаря Кредо на ім'я Кіріє. Неро носить синій плащ, червону кофту з відлогою, темно-сині штани та високі чорні чоботи. Як і в Данте, у нього біле волосся. Свій стандартний меч він вдосконалив бензиновим двигуном для розжарювання леза та назвав «Червона Королева» (англ. Red Queen). Окрім цього, він користується револьвером «Синя Троянда» (англ. Blue Rose). Цей юнак завжди носить бинти на правій руці, під якими ховає демонічну руку, яка наділяє його надприродними можливостями. Зокрема вона світиться за присутності демонів та викидає свою фантомну подобу, якою Неро може притягуватися до далеких предметів.
Данте (англ. Dante) — головний герой всіх попередніх частин серії, що має свою сюжетну лінію і в Devil May Cry 4. Син Темного Лицаря Спарди (англ. Dark Knight Sparda) і відомий в певних колах мисливець на демонів, Данте ставиться до всього з іронією і насмішками. Неро він називає «хлопчиком» і на початках вважає його недостойним демонічної сили, хоч і цікавим. Демонів він дражнить і навіть показово фліртує з ними, після чого все-одно знищує. Данте носить звичні для себе червоний плащ, темні штани та шкіряні чоботи. Спочатку озброєний своїми пістолетами «Чорне і Біле» (англ. Ebony & Ivory, дослівно ебен і слонова кістка — назви клавіш фортепіано англійською) та пекельним мечем «Бунтар» (англ. Rebellion), а також дробовиком «Койот-А» (англ. Coyote-A), пізніше він відбирає в переможених ватажків демонів їхню зброю і користується нею сам.
Леді (англ. Lady) — професійна мисливець на демонів, хоч вона й цілком людина, на відміну від Тріш та Данте. Саме вона розповіла Данте і Тріш про братство на Фортуні, але сама не бере такої активної участі в боротьбі з демонами на острові, як Данте і Неро. Оскільки вона людина і покладається лише на власні здібності та зброю, Леді меркантильна. Зокрема це зображається у фіналі та в манзі за грою, де Леді вираховує із зарплати Данте відшкодування за збитки і витрати. Особливою її рисою є вроджена гетерохромія — її очі різного кольору. Улюблена зброя Леді — набір пістолетів і персонально модифікований гранатомет зі штиком «Калина Енн» (англ. Kalina Ann).
Кіріє (англ. Kyrie) — член Ордену меча, співачка. Виховувалася старшим братом Кредо. Глава Ордена Меча планував використати її для здійснення своїх планів — взяти в заручники і цим заманити Неро в пастку. Впродовж гри Неро має романтичні стосунки з Кіріє та намагається врятувати її. Зрештою Кіріє покохала його, попри напівдемонічну природу.
Санктус (англ. Sanctus) — лідер Ордену Меча. Виглядає мудрим і справедливим старцем, але насправді його метою є створити рухому статую Спасителя, Спарди, і з її допомогою встановити новий порядок у світі. Для цього він прагне добути володаря демонічної сили, Данте або Неро.

### Другорядні
Аґнус (англ. Agnus) — вчений на службі Ордена Меча. Практично весь час він проводить у своїй секретній лабораторії і займається створенням демонів, брам до світу демонів і відновленням Ямато — зламаної катани Вергілія, що здатна керувати межею між людським і демонічним світом. Постійно заїкається і має непривабливу грубу зовнішність, тому мріє перетворитися на демона, що не має цих вад. Тимчасово ж перетворюється на комахоподібного демона Ангело Аґнуса (англ. Angelo Agnus).
Тріш (англ. Trish) — демониця, яка свого часу приєдналася до Данте. В Devil May Cry 4, завдяки своїй здатності змінювати зовнішній вигляд, шпигувала в Ордені під ім'ям Глорія для Данте.

## Сюжет
Події відбуваються хронологічно після першої Devil May Cry, в місті Фортуна (англ. Fortune), де поширений культ Темного Лицаря Спарди (батька Данте), демона, що колись став на захист людей від інших сил зла. Керує містом Орден Меча на чолі з Його Святістю Санктусом.
Один з членів ордена, юнак Неро, спішить на зібрання і зустрічає в місті демонів, за чим з даху будинку спостерігає Данте. Під час ранкової молитви Неро помічає дивне світіння своєї забинтованої руки, в цей момент Данте вривається в храм, застреливши Його Святість, а також вбивши більшість лицарів. Кредо наказує Неро затримати вбивцю до прибуття підмоги і той, не без використання своєї руки, перемагає Данте, хоч він і лишається неушкодженим, натякаючи на якийсь зв'язок між ними. Лицарі і Його Святість виявляються демонами, після чого починається масова атака сил зла на місто. Поки інші лицарі намагаються протистояти їм, Неро шукає Данте, дорогою натрапляючи на обеліски-брами, звідки виходять головні демони. Він прямує в засніжені гори, в замок Ордена, всередині якого знаходить таємну лабораторію з вивчення демонів. Тим часом Санктус оживає в тому ж замку.
У лабораторії Неро стикається з Аґнусом — підпільним вченим Ордена, який володіє мечем Ямато, який чомусь зламаний. Спочатку демонам Аґнуса вдається здолати Неро. Однак всередині героя прокидається демон, який відновлює меч Ямато, що змушує Аґнуса тікати. Із замку Неро вирушає до штаб-квартири Ордена через ліси Фортуни. В цей час Санктус влаштовує збори. Почувши сказане Аґнусом, Санктус велить Кредо знайти Неро і привести до нього. Пошуки Данте бере на себе Глорія.
Тим часом Неро перетинає зачаклований ліс і прямує до головної цитаделі Ордену. На підході до палацу Неро стикається з Кредо. На питання Неро про те, що ж відбувається насправді, Кредо «відповідає» агресивною атакою. Побачивши силу Неро, Кредо набуває своєї демонічної форми, однак все-одно зазнає нищівної поразки. За цим спостерігає Кіріє, яка помічає демонічну руку Неро. Аґнус, скориставшись нагодою, говорить їй, що Неро демон і бере Кіріє в заручники. Кредо розуміє, що Орден використовує його сестру, але не може нічого вдіяти, Аґнус забирає дівчину, а Кредо йде до голови Ордену за відповідями.
Неро продовжує свій шлях, пішовши вглиб будівлі і знаходить Кіріє, та знову не встигає її врятувати. В покоях Санктуса він стикається з Данте, який хоче повернути Ямато, оскільки це меч його брата. Неро вступає з ним у бій, але програє. Попри це, Данте дозволяє Неро взяти меч. Після цього герой потрапляє до статуї Спасителя (Спарди), нагорі якої знаходиться Санктус, що утримує Кіріє. Неро нападає на Санктуса і майже подужує його, але той оживлює статую Спасителя, щоб перемогти Неро і ув'язнити його всередині статуї, пояснивши, що збирався живити статую силою Данте, але тепер змушений користуватися Неро, в якому теж тече кров Спарди. Прибуває Кредо і намагається визволити Неро, але отримує удар Ямато в живіт. Спаситель поглинає Неро і його силу. Кредо помирає на руках Данте, перед смертю попросивши його визволити Кіріє і Неро та пояснивши призначення статуї — створити новий порядок у світі після того, як він буде ввергнутий в хаос демонами. Орден же отримує Ямато, за допомогою якого нарешті вдається випустити і підкорити демонічні орди.
Поки Неро в ув'язненні, в справу вступає Данте. Оскільки Спаситель знаходиться в самому місті, сину Спарди доводиться пройти зворотний шлях: з головного палацу, через ліс і засніжені гори, в Фортуну. При цьому Данте знищує всіх лідерів демонів, яких Неро лише заганяв назад у Пекло, при цьому знищуючи брами, з яких вони з'явилися, і добуваючи собі нову зброю. Наостанок він забирає назад Ямато і знищує останню браму. Тепер Данте атакує ожилу статую і встромлює Ямато всередину, щоб визволити Неро. Той звільняється і прямує за Санктусом.
Поки Данте бореться зі Спасителем, Неро доводиться розгадати головоломку, щоб дійти до Санктуса. Використовуючи Ямато, Неро перемагає Його Святість і звільняє Кіріє. Попри це, Санктус зливається зі Спасителем. Аби остаточно знищити Санктуса, Неро використовує всю міць своєї демонічної руки, збільшивиши її так, що розчавлює статую. Після цього Неро погоджується нарешті повернути Ямато Данте, але той дарує меч йому. Неро залишається з Кіріє на площі, яка освідчується йому в коханні, попри його демонічну руку.
Після фінальних титрів слідує невелика гумористична сцена, де агентство Данте отримує платню за виконане завдання. Однак, враховуючи спричинені ним руйнування, виручка виходить мізерною. Данте погоджується й на це, та тут надходить чергове замовлення.

## Devil May Cry 4: Deadly Fortune
Впродовж 2009 року Capcom видала двотомну манґу «Devil May Cry 4: Deadly Fortune» за мотивами гри, яка висвітлює невідомі чи неясні моменти, а також зачіпає передісторію Неро. Автором став Моріхаші Бінґо, котрий був сценаристом Devil May Cry 3 і Devil May Cry 4.
Зокрема в цьому творі розкривається звідки Леді дізналася про дивні події на Фортуні — її проінформував знайомий торговець рідкісними коштовностями, в тому числі демонічними. Походження Неро і його сил не пояснюється чітко, але з манґи стає відомо, що він був усиновленим і зазнавав через це насмішок однолітків. Його рука стала змінюватися після нападу на мирних жителів Фортуни членів Ордена, що перетворилися на демонів. Данте відчуває в ньому «успадковану душу» і певною мірою родича. Крім того Данте, який не вірить у долю, все ж задумався, що його зустріч з Неро не була випадковою і він радий, що в світі є ще один, подібний на нього. Санктус вважав Неро нащадком Спарди і свого часу бачив на острові брата Данте — Вергілія.
Демонічна зброя, яку добуває впродовж сюжету Данте, початково належала йому, але була забрана Тріш, щоб завоювати довіру Ордена. Сама зброя буквально є демонами, які визнали силу Данте і обернулися на зброю, щоб служити йому. Існування брам до світу демонів на Фортуні обґрунтовано тим, що Спарда залишив їх, оскільки демонічний світ все-таки був його домом.
Неро після фіналу гри більше не ховав свою руку, а Кіріє переконала членів Ордена Меча у лиходійських планах Санктуса. Проте частина не повірила їй, звинувачуючи в єресі. Неро невдовзі сам став мисливцем на демонів, а Данте подарував йому вивіску свого агентства.

## Devil May Cry 4: Special Edition
У червні 2015 року відбувся реліз доповненого видання Devil May Cry 4 з підзаголовком Special Edition для PlayStation 4, Xbox One і Windows. Воно містить текстури та ефекти вищої якості та на вибір японське і англійське озвучування. Видання пропонує пройти рівні гри за трьох додаткових персонажів — Вергілія, Леді та Тріш, а також різні костюми для всіх героїв. У версії для консолей став доступним підвищений рівень складності «Легендарний Темний лицар» (у версії для ПК був доступний і в оригіналі).